# Kittie
Kittie ist eine kanadische Nu-Metal-Band.

## Geschichte

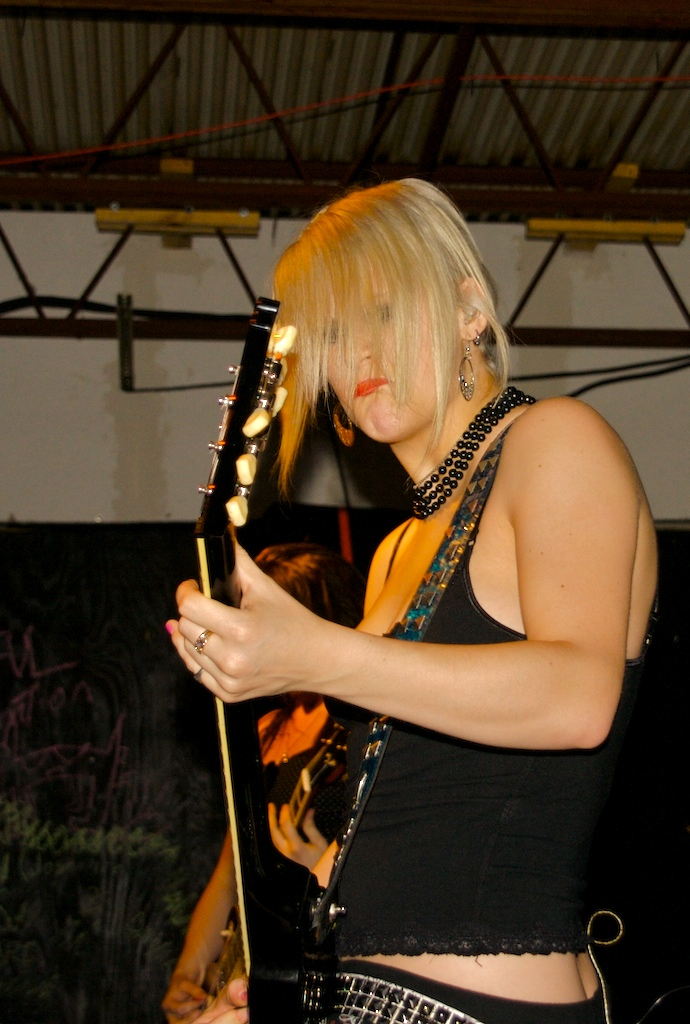
Morgan Lee Lander

Kittie wurde 1996 von Morgan und Mercedes Lander gegründet. Fallon Bowman kam dazu, als sie und Mercedes sich im Sportunterricht trafen. Ihre erste Bassistin war Tanya Candler, die aber im Winter 1996 (noch vor dem ersten Album) die Band aufgrund gesundheitlicher Probleme verließ. Sie wurde durch Talena Atfield ersetzt.
2001 verließ Fallon Bowman Kittie und startete ein neues Projekt namens Amphibious Assault. Fallons Position an der Gitarre wurde später durch Jeff Phillips ersetzt, der vorher als Kitties Gitarren-Techniker gearbeitet hatte. Er spielte aber nur bei Live-Auftritten mit und wurde in der Öffentlichkeit nie als vollwertiges Mitglied der Band angesehen.
2002 verließ Talena Atfield die Band. Sie wurde durch Jennifer Arroyo ersetzt. 2004 ein erneuter Wechsel, die Gitarristin Lisa Marx ersetzte Jeff Phillips, denn dieser spielte wieder Vollzeit bei Thine Eyes Bleed. Darauf folgte (nach einer dreijährigen Pause, verursacht durch Streitigkeiten mit ihrem Label Artemis Records) das dritte Studioalbum Until the End.
Die Kanadierinnen Trish Doan und Tara McLeod ersetzten 2005 die Bassistin Jennifer Arroyo und die Gitarristin Lisa Marx. Tara McLeod spielte zuvor in der kanadischen Metal-Band Sherry.
Am 20. Februar 2007 erschien in Deutschland das vierte Kittie-Album Funeral for Yesterday. Im März 2008 wurde Trish Doan, die an einer Essstörung erkrankte, durch Ivy Vujic ersetzt. Im Herbst 2008 folgte eine Europatournee.
Das fünfte Studioalbum In the Black erschien im September 2009. Auch ein Videoclip zum Song Cut Throat wurde veröffentlicht.
Zwei Jahre später im August 2011 erschien das mittlerweile sechste Album der Band mit dem Titel I've Failed You.
Am 13. Februar 2012 gab die Band bekannt, dass Trish Doan zurückkehrt und die Bassistin Ivy Vujic ersetzt. Doan verstarb am 11. Februar 2017 im Alter von 31 Jahren.

## Stil
Der Musikstil der Band ist beeinflusst von Bands wie Silverchair oder Slipknot und am ehesten als Nu Metal oder Groove Metal einzuordnen. In ihren Songs richtet sich die Band unter anderem gegen Machos, Pädophile und Politiker. Aufgrund der Songtexte wurden einige Lieder aus dem amerikanischen Radio verbannt.
In einem Interview sagte Frontfrau Morgan Lander:

„Wir hatten keine Lust halbnackt wie Britney Spears rumzusäuseln und nur durch unsere Körper an Geld zu gelangen. In unseren Songs lassen wir oft unseren Frust raus.“

## Diskografie

### Alben
| Jahr | Titel Musiklabel                          | Höchstplatzierung, Gesamtwochen, AuszeichnungChartplatzierungen (Jahr, Titel, Musiklabel, Platzierungen, Wochen, Auszeichnungen, Anmerkungen) | Höchstplatzierung, Gesamtwochen, AuszeichnungChartplatzierungen (Jahr, Titel, Musiklabel, Platzierungen, Wochen, Auszeichnungen, Anmerkungen) | Höchstplatzierung, Gesamtwochen, AuszeichnungChartplatzierungen (Jahr, Titel, Musiklabel, Platzierungen, Wochen, Auszeichnungen, Anmerkungen) | Anmerkungen                                               |
| Jahr | Titel Musiklabel                          | DE | UK | US | Anmerkungen                                               |
| ---- | ----------------------------------------- | --- | --- | --- | --------------------------------------------------------- |
| 2000 | Spit Artemis Records                      | — | — | US79 Gold · (37 Wo.)US | Erstveröffentlichung: 11. Januar 2000 Verkäufe: + 500.000 |
| 2001 | Oracle Artemis Records                    | DE91 (1 Wo.)DE | — | US57 (5 Wo.)US | Erstveröffentlichung: 30. Oktober 2001                    |
| 2004 | Until the End Artemis Records             | — | — | US105 (2 Wo.)US | Erstveröffentlichung: 27. Juli 2004                       |
| 2007 | Funeral for Yesterday X of Infamy Records | — | — | US101 (1 Wo.)US | Erstveröffentlichung: 20. Februar 2007                    |
| 2009 | In the Black eOne Music                   | — | — | US133 (1 Wo.)US | Erstveröffentlichung: 15. September 2009                  |
| 2011 | I’ve Failed You eOne Music                | — | — | — | Erstveröffentlichung: 30. August 2011                     |
| 2024 | Fire Sumerian Records                     | — | — | — | Erstveröffentlichung: 21. Juni 2024                       |

### EPs
- 2000: Paperdoll
- 2002: Safe
- 2006: Never Again

### Singles
| Jahr | Titel Album    | Höchstplatzierung, Gesamtwochen, AuszeichnungChartplatzierungen (Jahr, Titel, Album, Platzierungen, Wochen, Auszeichnungen, Anmerkungen) | Höchstplatzierung, Gesamtwochen, AuszeichnungChartplatzierungen (Jahr, Titel, Album, Platzierungen, Wochen, Auszeichnungen, Anmerkungen) | Höchstplatzierung, Gesamtwochen, AuszeichnungChartplatzierungen (Jahr, Titel, Album, Platzierungen, Wochen, Auszeichnungen, Anmerkungen) | Anmerkungen                |
| Jahr | Titel Album    | DE | UK | US | Anmerkungen                |
| ---- | -------------- | --- | --- | --- | -------------------------- |
| 2000 | Brackish Spit  | — | UK46 (2 Wo.)UK | — | Erstveröffentlichung: 2000 |
| 2000 | Charlotte Spit | — | UK60 (2 Wo.)UK | — | Erstveröffentlichung: 2000 |

Weitere Singles
- 2001: What I Always Wanted
- 2004: Into the Darkness
- 2007: Funeral for Yesterday
- 2007: Breathe
- 2009: Cut Throat
- 2011: Empires (Part 2)
- 2011: We Are the Lamb
- 2024: Eyes Wide Open

### Videoalben
- 2004: Spit in Your Eye

## Auszeichnungen für Musikverkäufe
Anmerkung: Auszeichnungen in Ländern aus den Charttabellen bzw. Chartboxen sind in ebendiesen zu finden.
| Land/RegionAuszeichnungen für Musikverkäufe (Land/Region, Auszeichnungen, Verkäufe, Quellen) | Gold  | Platin | Verkäufe | Quellen  |
| -------------------------------------------------------------------------------------------- | ----- | ------ | -------- | -------- |
| Vereinigte Staaten (RIAA)                                                                    | Gold1 | —      | 500.000  | riaa.com |
| Insgesamt                                                                                    | Gold1 | —      |          |          |